# إيفار كروغر
إيفار كروغر (2 مارس 1880 - 12 مارس 1932) كان مهندسًا مدنيًا وممولًا ورجل أعمال وصناعيًا سويديًا. في عام 1908، شارك في تأسيس شركة كروغر أند تول بيغنادز إيه بي، المتخصصة في تقنيات البناء الجديدة. أسس إمبراطورية عالمية لإنتاج أعواد الثقاب من خلال الاستثمارات القوية والأدوات المالية المبتكرة. بين الحربين العالميتين، تفاوض مع حكومات أوروبا وأمريكا الوسطى وأمريكا الجنوبية حول احتكارات أعواد الثقاب، وسيطر أخيرًا على ما بين ثلثي وثلاثة أرباع إنتاج أعواد الثقاب في جميع أنحاء العالم، وأصبح يُعرف باسم «ملك أعواد الثقاب».
وصف أحد كتاب السير الذاتية إمبراطورية كروغر المالية بأنها سلسلة بونزي، بناءً على الأرباح الهائلة المفترضة لاحتكاراته لإنتاج أعواد الثقاب. مع ذلك، في سلسلة بونزي، يتم دفع أرباح الأسهم للمستثمرين الأوائل من أموالهم الخاصة أو أموال المستثمرين اللاحقين. رغم أن كروغر فعل ذلك إلى حد ما، كان يسيطر أيضًا على العديد من الشركات المشروعة والمربحة جدًا، ويملك بنوك وعقارات ومنجم للذهب وشركات لصناعة اللب، بالإضافة إلى العديد من شركات إنتاج أعواد الثقاب. بقي الكثير منهم حتى يومنا هذا. كانت كروغر أند تول، مثلًا، تتألف من شركات صافية النية، وكانت هناك شركات أخرى مثلها. وصف كاتب سير ذاتية آخر كروغر بأنه «عبقري ومحتال»، وكتب جون كينيث جالبرايث أنه كان بمثابة «ليوناردو دا فينشي بالنسبة للسارقين». انهارت إمبراطورية كروغر المالية خلال فترة الكساد الكبير. ذكرت شركة برايس ووتر هاوس حول انهيار إمبراطوريته المالية: «كانت التلاعبات طفولية لدرجة أن أي شخص لديه معرفة بدائية بالمحاسبة يمكنه رؤية أن الكتب مزورة». في مارس عام 1932، عُثر عليه ميتًا في غرفة نوم شقته في باريس. خلصت الشرطة إلى أنه انتحر، ولكن شقيقه تورستن ادعى بعد عقود أنه قُتل، ما أدى إلى ظهور بعض القصص المثيرة للجدل حول هذا الأمر.

## النشأة
وُلِد كروغر في كالمار، وهو الابن الأكبر لإرنست أوغست كروغر (1852-1946)، وهو رجل صناعي يعمل في صناعة الكبريت في تلك المدينة، وزوجته جيني إيميلي كروغر (اسمها قبل الزواج فورسمان؛ 1856-1949). كان لدى إيفار كروغر خمسة أشقاء: إنجريد (مواليد 1877) وهيلغا (مواليد 1878) وتورستن (مواليد 1884) وغريتا (مواليد 1889) وبريتا (مواليد 1891).
في المدرسة، تخطى إيفار فصلين دراسيين بأخذ دروس خصوصية. في سن السادسة عشرة، بدأ الدراسة في المعهد الملكي للتكنولوجيا في ستوكهولم، وتخرج منه بدرجة ماجستير مشتركة تغطي كليتي الهندسة الميكانيكية والهندسة المدنية، في سن العشرين.

## حياته الشخصية
لم يتزوج إيفار كروغر أبدًا، لكنه عاش لسنوات عديدة وفي فترات مختلفة مع إنجبورغ إيبرث (1889–1977)، اسم عائلتها هيسلر، وُلدت في ستوكهولم وكانت معالجة فيزيائية هناك.
التقيا للمرة الأولى في ستوكهولم عام 1913. وفقًا للكتاب الذي كتبته في عام 1932 بعد وفاة كروغر، لم يكن مهتمًا بالزواج أو إنجاب الأطفال، وكان شديد التركيز على عمله. أنهت العلاقة في عام 1917 وانتقلت إلى الدنمارك حيث تزوجت من مهندس دنماركي اسمه إيبرث. أنجبا ابنة في عام 1919، اسمها غريت إيبرث (أصبحت لاحقًا ممثلة في ستوكهولم، وتزوجت ليصبح اسمها بعد الزواج ماك لوري 1919-2002). مع ذلك، بعد بضع سنوات، طلقت إيبرث وعادت إلى ستوكهولم مع ابنتها، والتقت بكروغر. اختطف السيد إيبرث ابنته ذات مرة في ستوكهولم وأعادها إلى الدنمارك. بعد ذلك بوقت قصير، ذهبت إنجبورغ، دون إعلام السلطات أو الشرطة، إلى الدنمارك وأحضرت ابنتها إلى السويد عن طريق استئجار قارب صيد خاص في الدنمارك نقلهما عبر مضيق أوريسند إلى السويد. استمرت الفترة الجديدة التي قضتها مع كروغر حتى عام 1928؛ بعد ذلك، أصبحا يلتقيان من حين لآخر. كانت آخر مرة التقيا فيها في نوفمبر عام 1931، قبل أن يبدأ كروغر رحلته الأخيرة إلى أمريكا. تلقت إيبرث نبأ وفاته في باريس في 12 مارس عام 1932 من عناوين الصحف في اليوم التالي.

## عمله في صناعة أعواد الثقاب
في عامي 1911 و1912، واجهت مصانع أعواد الثاقب التابعة لعائلة كروغر في كالمار وفريدريكسدال ومونستيراس، التي يديرها والده إرنست كروغر وعمه فريدريك كروغر وشقيقه تورستن كروغر، مشاكل مالية. بعد ذلك، نصحه المصرفي أوسكار ريدبيك كروغر بتحويل المصانع إلى شركة مساهمة بهدف زيادة رأس المال. كانت هذه نقطة البداية لإصلاح صناعة أعواد الثقاب السويدية بالإضافة إلى شركات إنتاج أعواد الثقاب الكبرى في النرويج وفنلندا. كان الهدف هو السيطرة على صناعة أعواد الثقاب بأكملها في دول إسكندنافيا.
مع وجود مصانع أعواد الثقاب العائلية كقاعدة، أسس كروغر لأول مرة الشركة السويدية، إيه بي كالمار-مونستيراس تاندستيكسفابريك، في عام 1912. أصبح والده إرنست وعمه فريدريك المساهمين الرئيسيين وتعين شقيقه تورستن مديرًا عامًا. أصبح إيفار عضوًا في مجلس الإدارة.

## أعماله الأخرى
من عام 1925 حتى عام 1930، وهي السنوات التي عانت فيها العديد من البلدان في أوروبا بعد الحرب العالمية الأولى، قدمت شركات كروغر قروضًا للحكومات لتسريع إعادة الإعمار. كضمان، منحته الحكومات حق احتكار صناعة أعواد الثقاب في بلدانهم. هذا يعني أن كروغر اكتسب احتكارًا في إنتاج أعواد الثقاب أو مبيعاتها أو توزيعها أو احتكرها بشكل كامل. تختلف اتفاقيات الاحتكار من دولة إلى أخرى. ارتفع رأس المال إلى حد كبير من خلال قروض من البنوك السويدية والأمريكية، بالإضافة إلى إصدار كمية كبيرة من السندات المساهمة. غالبًا ما كان كروغر ينقل الأموال من إحدى شركاته إلى أخرى.
لم يقتصر عمل كروغر على أعواد الثقاب، بل وسيطر على معظم الصناعة الحرجية في شمال السويد وخطط ليصبح رئيسًا لكارتل متخصص في إنتاج السليولوز. بالإضافة إلى ذلك، حاول احتكار صناعة الهواتف في السويد.